# Еліза Маккартні
Еліза Маккартні (англ. Eliza McCartney, нар. 11 грудня 1996, Окленд, Нова Зеландія) — новозеландська легкоатлетка, що спеціалізується на стрибках з жердиною, бронзова призерка Олімпійських ігор 2016 року.

## Кар'єра
| Рік  | Чемпіонат                     | Місце проведення         | Місце | Результат |
| ---- | ----------------------------- | ------------------------ | ----- | --------- |
| 2013 | Чемпіонат світу серед юнаків  | Донецьк, Україна         | 4     | 4.05 м    |
| 2014 | Чемпіонат світу серед юніорів | Юджін, США               | 3     | 4.45 м    |
| 2015 | Універсіада                   | Кванджу, Південна Корея  | 2     | 4.40 м    |
| 2016 | Чемпіонат світу в приміщенні  | Портленд, США            | 5     | 4.70 м    |
| 2016 | Олімпійські ігри              | Ріо-де-Жанейро, Бразилія | 3     | 4.80 м    |